# اوتگون (زاوخان)
اوتگون (به لاتین: Otgon) یک منطقهٔ مسکونی در مغولستان است که در استان زوخان واقع شده‌است.